# Mazen Gamal
Mazen Gamal, né le 30 janvier 1986 à Riyad, est un joueur professionnel de squash représentant l'Égypte. Il atteint, en septembre 2022, la 49e place mondiale sur le circuit international, son meilleur classement. 

## Biographie
Il est un jeune joueur prometteur, vainqueur en 2011 du British Junior Open moins de 17 ans, championnat du monde officieux des jeunes. En 2016, il se qualifie pour les championnats du monde mais échoue au premier tour face à Mathieu Castagnet.